# 和平归卢甘斯克地区
公共运动“和平归卢甘斯克地区”（俄语：Общественное движение «Мир Луганщине»）是卢甘斯克人民共和国历史上的一个政党。该党成立于2014年10月6日，创始人是伊戈尔·普罗特尼茨基。该党曾为卢甘斯克人民共和国执政党。2023年，该党解散，并入统一俄罗斯。